# Sabon (police de caractères)
Pour les articles homonymes, voir Sabon.
Sabon est une police de caractères avec empattements dessinée par Jan Tschichold et publiée par plusieurs fonderies en 1967. Son nom honore le graveur lyonnais Jacques Sabon.
Jean-François Porchez en a dessiné une nouvelle version en 2002 pour Linotype : le Sabon Next. Celle-ci est installée avec Microsoft Office.